# Заславский, Георгий Моисеевич
Гео́ргий Моисе́евич Засла́вский (31 мая 1935, Одесса, СССР — 25 ноября 2008, Нью-Йорк, США) — советский физик-теоретик, профессор, доктор физико-математических наук.
Основные работы в области физики плазмы, теорий динамических систем, динамического хаоса, дробной и аномальной кинетики, применения дробного интегро-дифференцирования к описанию физических процессов.
Автор (соавтор) девяти книг и более 300 научных статей.

## Биография
Георгий Моисеевич Заславский родился в семье офицера-артиллериста, прошедшего всю Великую Отечественную войну и предшествующие ей финскую и бессарабскую кaмпании. Окончил физико-математический факультет Одесского университета в 1957 году, после чего переехал в Новосибирск. Начав здесь работу со скромной должности старшего лаборанта Новосибирского электротехнического института, он быстро устроился преподавателем Новосибирского государственного университета и в 1964 году защитил кандидатскую диссертацию по релятивистской гидродинамике. С 1965 по 1971 год работал в Институте ядерной физики Сибирского отделения академии наук в Новосибирске. В конце 60-х за подписание писем в защиту диссидентов был вынужден покинуть Новосибирск и в течение 14 лет работал в Институте физики Сибирского отделения академии наук в Красноярске, где возглавлял лабораторию теории нелинейных процессов. Преподавал в местном университете, а в 1973 году защитил докторскую диссертацию.
В 1984 году переехал в Москву, где работал в Институте космических исследований Академии наук СССР до 1991 года.
Эмигрировал в США (1991), где стал профессором физики и математики на физическом факультете Нью-Йоркского университета и в Институте математических наук им. Куранта при этом университете. Многие годы преподавал в российских и американских университетах. Его учениками являются многие известные физики, работающие по всему миру. Он был редактором десятка международных сборников статей и соредактором ряда научных журналов (Chaos, Communications in Nonlinear Science and Numerical Simulation и др.).
Г. М. Заславский был не только учёным очень широкого кругозора, но и разносторонним человеком, увлекающимся музыкой, живописью и театром. В 2009 в Москве опубликован альбом акварелей Георгия Моисеевича с пейзажами одного из любимых им мест — французского Прованса.

## Научный вклад
Обзорная статья, опубликованная Г. М. Заславским в «Успехах физических наук» (1971) совместно с Б. В. Чириковым, явилась, по существу, первой работой, открывшей многим физикам огромный мир хаоса в маломерных динамических системах, известный тогда лишь немногим математикам.
Совместная с Р. З. Сагдеевым книга «Введение в нелинейную физику» (1988) и её последующий перевод на английский язык стали классическими учебниками по физике хаоса для студентов, аспирантов и научных работников всего мира.
Теория стохастического слоя и сепаратрисного отображения, созданная им с сотрудниками в 60-х годах, является универсальным инструментом при изучении гамильтоновых систем самой различной природы в физике плазмы, гидродинамике, квантовой физике и других разделах физики. Открытие стохастических паутин с кристаллической и квазикристаллической симметриями, отображение Заславского, обобщение уравнения Фоккера — Планка — Колмогорова, аномальный транспорт в фазовом пространстве, квантовые нелинейные резонансы, оценка времени справедливости полуклассического приближения в квантовом хаосе — это только часть его вклада в физику хаоса за 50 лет активной работы. Многие статьи Г. М. Заславского породили новые направления в различных разделах физики. Из статей 1980-х годов родилось направление в подводной акустике, называемое сейчас лучевым и волновым хаосом в подводном звуковом канале в океане. Статья 1976 года о хаотическом характере взаимодействия атомов с собственным полем излучения в резонаторе (модель Дикке) вызвала поток работ по атомному хаосу в лазерных полях.

### Книги на русском
- Г. М. Заславский. Статистическая необратимость в нелинейных системах. — М.: Наука, 1970. — 144 с.
- Г. М. Заславский, В. П. Мейтлис, Н. Н. Филоненко. Взаимодействие волн в неоднородных средах. — Новосибирск: Наука, Сиб. отд-ние, 1982. — 177 с. (недоступная ссылка)
- Г. М. Заславский. Стохастичность динамических систем. — М.: Наука, 1984. — 272 с. (недоступная ссылка)
- Г. М. Заславский, Р. З. Сагдеев. Введение в нелинейную физику: От маятника до турбулентности и хаоса. — М.: Наука, 1988. — 368 с. (недоступная ссылка)
- Г. М. Заславский, Р. З. Сагдеев, Д. А. Усиков, А. А. Черников. Слабый хаос и квазирегулярные структуры. — М.: Наука, 1991. — 236 с. — ISBN 5020147419. (недоступная ссылка)
- Г. М. Заславский. Физика хаоса в гамильтоновых системах / Пер. с англ. — Ижевск, Москва: Институт компьютерных исследований, 2004. — 288 с. — ISBN 5-93972-342-X.
- Г. М. Заславский. Гамильтонов хаос и фрактальная динамика / Пер. с англ. под ред. А. Ю. Лоскутова. — Ижевск, Москва: Институт компьютерных исследований, 2010. — 472 с. — ISBN 978-5-93972-834-8.

### Книги на английском
- Zaslavsky, G. M. Chaos in dynamic systems. — Harwood Academic Publishers, 1985. — ISBN 9783718602254.
- Sagdeev, R. Z.; Usikov, D. A.; Zaslavskij, G. M.; Usikov, D. A. Nonlinear physics: from the pendulum to turbulence and chaos. — 2. printing with corrections. — Harwood Academic Publ, 1990. — ISBN 9783718648320.
- Weak chaos and quasi-regular patterns. — Cambridge University Press, 1991. — ISBN 9780521373173.
- Zaslavsky, G. M. The physics of chaos in Hamiltonian systems. — 2nd ed. — Imperial College Press ; Distributed by World Scientific, 2007. — ISBN 9781860947957.
- Zaslavsky, G. M. Hamiltonian chaos and fractional dynamics. — Oxford University Press, 2005. — ISBN 9780198526049.
- Makarov, D.; Prants, S.; Virovlyansky, A.; Zaslavsky G. Ray and wave chaos in ocean acoustics: chaos in waveguides. — World Scientific, 2010. — ISBN 9789814273176.

### Обзор
- Zaslavsky, G. (2002). Chaos, fractional kinetics, and anomalous transport. Physics Reports. 371: 461–580. doi:10.1016/S0370-1573(02)00331-9.

### Книги
- Р. Р. Мухин, Очерки по истории динамического хаоса (исследования в СССР в 1950—1980-е годы). М.: Изд-во Вест-Консалтинг. 389 с.

### Статьи
- Пранц С. В. Памяти Георгия Моисеевича Заславского (31.05.1955 — 25.11.2008) // Нелинейная динамика. 2008. Т. 4, N 4. С. 515—516.
- Памяти Георгия Моисеевича Заславского (1935—2008) // Известия вузов. Прикладная нелинейная динамика. 2008. Т 16, N 6. С. 99.
- Георгий Моисеевич Заславский (1935—2008) / Г. П. Берман, Л. М. Зелёный, Н. С. Ерохин, В. А. Игнатченко, А. М. Иомин, А. Р. Коловский,
- Р. Р. Мухин, А. И. Нейштадт, С. В. Пранц, В. Е. Тарасов, А. М. Фридман // Известия вузов. Прикладная нелинейная динамика. 2009. Т.17, N 1. С.137-149.
- Dr. George Zaslavsky — Scholarpedia http://www.scholarpedia.org/article/User:Zaslavsky